# Japonoconger
Japonoconger is een geslacht van straalvinnige vissen uit de familie van zeepalingen (Congridae).

## Soorten
- Japonoconger africanus (Poll, 1953)
- Japonoconger caribbeus Smith & Kanazawa, 1977
- Japonoconger sivicolus (Matsubara & Ochiai, 1951)